# Manlio Guardabassi
Manlio Guardabassi (Roma, 23 agosto 1916 – Milano, 2 febbraio 1993) è stato un attore, doppiatore e regista italiano.

## Biografia
Attore prevalentemente teatrale, inizia a recitare come attor giovane alla fine degli anni trenta; nel dopoguerra entra in diverse compagnie, come quella di Ruggero Ruggeri e Anna Proclemer, incontra in quel periodo, una sua collega di lavoro, l'attrice e cantante viennese Greta Gonda, che sposerà successivamente.
Molto attivo alla Radio Rai dove oltre a recitare all'interno della Compagnia di Radio Roma, nelle commedie e nei radiodrammi, lavora anche come presentatore di programmi di varietà, svariati i lavori di recitazione anche nella prosa televisiva, sin dall'inizio delle trasmissioni nel 1954.
Alla fine degli anni quaranta inizia la sua attività di doppiatore all'interno di varie società romane.
Prosegue sino agli anni ottanta a recitare in teatro, spesso insieme alla moglie, occupandosi anche di regia e organizzazione di spettacoli teatrali.

## Filmografia

### Cinema
- Vietato ai minorenni, regia di Mario Massa (1944)
- Il fratello, regia di Massimo Mida (1975)

### Televisione
- Capitan Fracassa, regia di Anton Giulio Majano – miniserie TV (1958)
- 1898: Processo a Don Albertario, regia di Leandro Castellani – film TV (1967)
- Dossier Mata Hari, regia di Mario Landi – miniserie TV (1967)
- Caravaggio, regia di Silverio Blasi – miniserie TV (1967)
- Le inchieste del commissario Maigret – serie TV, episodio Maigret e l'ispettore sfortunato (1968)
- L'affare Dreyfus, regia di Leandro Castellani – miniserie TV (1968)
- Il caso Chessman, regia di Giuseppe Fina – film TV (1968)
- Come un uragano, regia di Silverio Blasi – miniserie TV (1971)
- In prima persona, regia di Silverio Blasi – film TV (1972)
- Qui squadra mobile, regia di Anton Giulio Majano – serie TV, episodio Un'indagine alla rovescia (1973)
- Sotto il placido Don, regia di Vittorio Cottafavi – miniserie TV (1974)
- Anna Karenina, regia di Sandro Bolchi – miniserie TV (1974)
- Dedicato a una coppia, regia di Dante Guardamagna – miniserie TV (1974)
- La guerra al tavolo della pace, regia di Massimo Sani e Paolo Gazzara – miniserie TV (1975)
- Murat, regia di Silverio Blasi – miniserie TV (1975)
- Tecnica di un colpo di stato: la marcia su Roma, regia di Silvio Maestranzi – miniserie TV (1978)
- La scalata, regia di Vittorio Sindoni – miniserie TV (1993)

## Teatro
- La luna è tramontata di John Steinbeck, regia di Vito Pandolfi. Prima al Teatro Quirino di Roma il 19 febbraio 1945.
- Vecchio furfante, di Edward Percy, regia di Lucio Chiavarelli, Teatro Quirino di Roma, 13 maggio 1948.
- Il malinteso, di Albert Camus, regia di Vito Pandolfi, Teatro La Soffitta di Bologna, 28 dicembre 1949.
- Rancore, di Diego Fabbri, regia di Adriano Magli, Teatro La Soffitta di Bologna, 4 febbraio 1950.
- La potenza delle tenebre, di Lev Tolstoj, regia di Silverio Blasi, Teatro Pirandello di Roma, 24 maggio 1950.
- I Tedeschi, di Leon Kruczkowski, regia di Pietro Masserano Taricco, Teatro Pirandello di Roma, 5 aprile 1951.
- Maria, di André Obey, regia di Vittorio Vecchi, Teatro Pirandello di Roma, 5 giugno 1951.
- La parigina, di Henry Becque, regia di Carlo Di Stefano, Teatro Pirandello di Roma, 15 marzo 1952.
- La modella, di Alfredo Testoni (1954)
- Così è (se vi pare), di Luigi Pirandello, regia di Lucio Chiavarelli, Teatro Pirandello di Roma, 15 gennaio 1955.
- Non c'è regola, ahimè!, testo e regia di Achille Saitta (1956)
- Penelope, di William Somerset Maugham (1956)
- Non si dorme a Kirkwall, testo e regia di Alberto Perrini (1957)
- Attilio Regolo, di Pietro Metastasio, regia di Giovanni Cutrufelli (1958)
- A come assassino, di Enrico Gastaldi, regia di L. Pascutti (1961)
- I capricci della grande Dea, di Achille Saitta, regia di Carlo Di Stefano. Prima al Teatro La Pergola di Firenze (1969)
- Baciami Alfredo, di Carlo Terron, regia di Carlo Di Stefano (1969)
- La bottega dell'orefice, di Andrzej Jawien, regia di Leandro Bucciarelli (1979)
- Pensaci, Giacomino!, di Luigi Pirandello, regia di Nello Rossati (1981)

## Prosa televisiva Rai
- Delitto e castigo - sceneggiato televisivo, regia di Franco Enriquez, trasmesso il 12 marzo 1954.
- Le due orfanelle, regia di Guglielmo Morandi, trasmessa il 14 dicembre 1959.
- La storia di Enrico IV di William Shakespeare, regia di Sandro Bolchi, trasmessa il 17 febbraio 1963.
- Come un uragano, regia di Silverio Blasi, trasmessa dal 28 novembre al 12 dicembre 1971.
- Oplà noi viviamo di Ernst Toller, regia di Marco Leto, trasmessa il 31 marzo 1972.
- L'allodola di Jean Anouilh, regia di Vittorio Cottafavi, trasmessa dal Secondo canale il 16 marzo 1973.
- Il galantuomo per transazione di Giovanni Giraud, regia di Carlo Lodovici, trasmessa il 13 luglio 1973.
- In pretura di Giuseppe Ottolenghi, regia di Carlo Lodovici, trasmessa l'11 settembre 1973.
- La figlia di Iorio, regia di Silverio Blasi, trasmessa il 21 giugno 1974.

## Prosa radiofonica Rai
- Romanticismo, commedia di Gerolamo Rovetta, regia di Carlo Ninchi, trasmessa il 31 dicembre 1951
- Allarme al deposito, radiodramma di Renzo Rosso, regia di Umberto Benedetto, trasmesso il 27 dicembre 1954
- La vita e la morte di Re Giovanni, di W. Shakespeare, regia di Pietro Masserano Taricco, trasmessa il 20 aprile 1956.
- Capitano dopo Dio, dramma di Jan De Hartog, regai di Pietro Masserano Taricco, trasmessa il 16 ottobre 1956
- Un vecchio al sole, radiodramma di Massimo Dursi, regia di Mario Ferrero, trasmesso il 2 marzo 1961

## Varietà radiofonici RAI
- Scriveteci, ve le canteremo, un programma di Antonio Amurri, con Nanà Melis e Manlio Guardabassi (1957).
- Gran varietà, regia di Federico Sanguigni (1972-73)

## Doppiaggio

### Film
- Michael J. Pollard in Arma non convenzionale
- Jack Warden in L'inferno sommerso
- Burgess Meredith in Due irresistibili brontoloni
- W.C. Fields in Un comodo posto in banca
- Joseph G. Medalis in Sister Act - Una svitata in abito da suora
- Ed Williams in Una pallottola spuntata
- Atsushi Watanabe in Vivere
- Jack Albertson in Willy Wonka e la fabbrica di cioccolato (ridoppiaggio)
- Nigel Davenport in L'occhio che uccide
- Roy Kinnear in Juggernaut
- John Mills in Tempi brutti per Scotland Yard
- Donald Pleasence in Non prendete quel metrò
- Geoffrey Keen in Octopussy - Operazione piovra
- Woodrow Parfrey in Il texano dagli occhi di ghiaccio
- Jack Creley in Videodrome
- Jack Betts in Un giorno di ordinaria follia
- Charley Grapewin in Il mago di Oz (ridoppiaggio 1982)
- J. Pat O'Malley in Mary Poppins

### Film d’animazione
- Grimsby ne La sirenetta
- Mabruk ne  L'ultimo unicorno

### Serie televisive
- Burgess Meredith in Batman

### Serie animate
- Narratore in Storia di San Valentino
- Clyde in Kwicky Koala
- Sceicco Petroldollaro in I fantastici viaggi di Fiorellino
- Nonno Ube in Lalabel
- Cool Cat , Porky Pig e Bugs Bunny in Looney Tunes